# Fissiscapus pusillus
Fissiscapus pusillus là một loài nhện trong họ Linyphiidae. Loài này được phát hiện ở Colombia.